# José Beltrame
José Mariano Benincá Beltrame (Santa Maria, 13 de maio de 1957) é um delegado federal brasileiro e ex-secretário de Segurança do Rio de Janeiro.

## Biografia
Beltrame nasceu em uma família de ascendência italiana. Formou-se em Direito pela Universidade Federal de Santa Maria bem como em Administração de Empresas e em Administração Pública pela Universidade Federal do Rio Grande do Sul. Especializou-se em Inteligência Estratégica na Universidade Salgado de Oliveira e na Escola Superior de Guerra. Fez curso de Inteligência da Secretaria Nacional de Segurança Pública e de Análise de Dados de Inteligência Policial, Sistema Guardião.

### Vida pública
Ingressou no Departamento de Polícia Federal no ano de 1981 como agente, principalmente, na área de repressão a entorpecentes. Exerceu funções no setor de inteligência, combatendo o crime organizado em vários estados. Ministrou aulas e palestras no Curso de Pós-graduação em Inteligência e Segurança Pública da Universidade Federal de Mato Grosso. Na superintendência fluminense da Polícia Federal como delegado, foi coordenador da Missão Suporte, chefe do Serviço de Inteligência e da Interpol.

#### Projetos
Foi um dos idealizadores do projeto Unidade de Polícia Pacificadora, as UPPs, aplicadas no estado do Rio de Janeiro e com possível expansão  para o estado de Pernambuco e outros. Em novembro de 2010 foi um dos principais articuladores da operação de tomadas das favelas da Vila Cruzeiro e na sequência, da invasão do Complexo do Alemão no Rio de Janeiro, em 2007. Nesta operação foi realizada a apreensão de mais de 42 toneladas de maconha, 330 kg de cocaína, crack, armamentos pesados, grande quantidade  de munições, carros e motos, além da desarticulação no tráfico de drogas com a prisão de diversos  chefes do narcotráfico.